# L'ultimo Ramingo
L'ultimo Ramingo è un album di Luca Bonaffini pubblicato nel 2024 su etichetta discografica Long Digital Playing
L'album è arrangiato e prodotto insieme a Roberto Padovan.